# Мурвиль-От
Мурвиль-От (фр. Mourvilles-Hautes, окс. Morvilas Nautas) — коммуна во Франции, находится в регионе Юг — Пиренеи. Департамент — Верхняя Гаронна. Входит в состав кантона Ревель. Округ коммуны — Тулуза.
Код INSEE коммуны — 31393.

## География
Коммуна расположена приблизительно в 610 км к югу от Парижа, в 36 км к юго-востоку от Тулузы.

## Климат
Климат умеренно-океанический. Зима мягкая и снежная, весна характеризуется сильными дождями и грозами, лето сухое и жаркое, осень солнечная. Преобладают сильные юго-восточные и северо-западные ветры.

## Население
Население коммуны на 2010 год составляло 173 человека.
| 1962 | 1968 | 1975 | 1982 | 1990 | 1999 | 2010 |
| ---- | ---- | ---- | ---- | ---- | ---- | ---- |
| 140  | 119  | 120  | 122  | 134  | 167  | 173  |

## Экономика
В 2010 году среди 113 человек трудоспособного возраста (15—64 лет) 87 были экономически активными, 26 — неактивными (показатель активности — 77,0 %, в 1999 году было 71,3 %). Из 87 активных жителей работали 80 человек (45 мужчин и 35 женщин), безработных было 7 (3 мужчин и 4 женщины). Среди 26 неактивных 7 человек были учениками или студентами, 12 — пенсионерами, 7 были неактивными по другим причинам.

## Достопримечательности
- Церковь Св. Марии Магдалины (XIV век). Исторический памятник с 1970 года[4]
- Ветряная мельница и дом мельника (XVI век). Исторический памятник с 1988 года[5]

## Фотогалерея
- Церковь Св. Марии Магдалины
- Интерьер церкви Св. Марии Магдалины
- Мельница
- Карта коммуны